# Circonscription de Meinaet Special
La circonscription de Meinaet Special est une des 121 circonscriptions législatives de l'État fédéré des nations, nationalités et peuples du Sud, en Éthiopie. Elle se situe dans la Zone Bench Maji. Son représentant actuel est Asefa Ginda Morforoku.